# Убивство російських військовослужбовців у селі Тухчар
Убивство російських військовослужбовців у селі Тухчар було скоєно учасниками групи чеченських ісламістів у селі Тухчар Новолакського району Дагестану (колишній Аухівський район Чечні) 5 вересня 1999.

## Передісторія
Зазнавши у серпні поразки в Цумадинському та Ботліхському районах, ісламісти Хаттаба та Басаєва зробили нову спробу повернення до Дагестану, цього разу в Новолакському районі. Операції радикали надали назву «Імам Гамзат-бек». Плануючи цю операцію, Басаєв і Хаттаб розраховували на те, що головні сили російських військ втягнуті у бойові дії біля Кадарської зони. За заявою Басаєва, операцію «Імам Гамзат-бек» було здійснено чеченськими бойовиками з метою послабити тиск російської армії на їхніх дагестанських єдиновірців — ісламістів Кадарської зони.
Село Тухчар розташоване в Новолакському районі, на самому кордоні з Чечнею. За дрібною річкою Аксай на чеченській стороні розташоване село Ішхой-Юрт, на південь від нього інше чеченське село, Галати. Дорогу від чеченського кордону до Тухчару прикривав блокпост, на якому служили дагестанські міліціонери. У селищі знаходився нечисленний загін місцевих дагестанських колаборантів. Висоту 444,3 над селом займав загін 22-ї окремої бригади оперативного призначення Внутрішніх військ МВС, в/ч 3642, м. Калач-на-Дону, що складався з 12 солдатів та 1 офіцера за підтримки 1 БМП-2. На висоті 444,3 російськими солдатами було викопано окопи на повний зріст і капонір для БМП.

## Бій на висоті 444,3
Вранці 5 вересня загін бойовиків під проводом ісламіста Умара Еділсултанова, аміра Карпінського джамаату (район м. Грозний), перейшов кордон із Дагестаном. Еділсултанов, амір Карпінський підпорядковувався особисто бригадному генералу Абдул-Маліку Межидову, командиру Шаріатської гвардії Ічкерії. Одна група бойовиків чисельністю 20 осіб переправилася через прикордонну річку Аксай південніше висоти 444,3 і, зайшовши в село Тухчар з тилу, змогла відразу взяти селищний відділ міліції. Тим часом друга група, очолювана особисто Еділсултановим, напала на міліцейський КПП біля околиці Тухчара. Чеченські бойовики коротким ударом зайняли КПП, на якому знаходилося 18 дагестанських міліціонерів, і прикриваючись, почали підбиратися до позицій росіян. Водночас перша група бойовиків також розпочала обстріл висоти 444,3 зі стрілецької зброї та гранатометів з тилу, з боку села Тухчар.

Згадує учасник бою, що вижив, рядовий Андрій Падяков:
«На пагорбі, що знаходився навпроти нас, на Чеченській стороні, з'явилися спочатку четверо, потім ще близько 20 бойовиків. Тоді наш старший лейтенант Ташкін наказав снайперу відкрити вогонь на ураження... Я чітко бачив, як після пострілу снайпера впав один бойовик... Потім по нас відкрили масований вогонь з автоматів та підствольних гранатометів... Потім дагестанські ополченці здали свої позиції і бойовики обійшли село. у кільце. Ми помітили, як за селом позаду нас перебігло близько 30 бойовиків».
З боку села капонір БМП не мав жодного захисту, і лейтенант Ташкін наказав механіку-водієві вивести машину на гребінь висоти та маневрувати, ведучи вогонь бойовиками. Незважаючи на це, через півгодини бою, о 7:30 БМП була підбита пострілом з гранатомета. Навідник-оператор загинув на місці, а механік-водій був важко контужений.

Розповідає бойовик Тамерлан Хасаєв, який брав участь у бою за висоту 444,3:
«Вони перші розпочали – БМП відкрив вогонь, і Умар наказав гранатометникам зайняти позиції. А коли я сказав, що такого договору не було, він приставив до мене трьох бойовиків. З того часу я сам був у них як заручник».
На третій годині бою у російських солдатів почали закінчуватися боєприпаси. На запити про допомогу лейтенанту Ташкіну було наказано триматися самотужки. Справа в тому, що в цей же час бойовиками атакували районний центр с. Новолакське, де було блоковано співробітників Новолакського РВВС та загону Липецького ОМОНу, і всі сили були кинуті на їх звільнення. Після цього лейтенант Ташкін вирішив відходити з висоти 444,3. Російські окупанти, несучи з собою зброю, награбоване, поранених та загиблого, змогли пробитися до дагестанських міліціонерів, котрі зайняли кругову оборону на другому блокпосту, на околиці села Тухчара. Побачивши солдатів, що біжать до них, міліціонери прикрили їх вогнем з блокпоста. Після нетривалої перестрілки настало затишшя. На той час у село вже увійшло до 200 бойовиків. Бойовики прислали до старійшин села Тухчар, які оборонялися, з пропозицією здатися, але отримали відмову. Було вирішено прориватися з оточення через село. Лейтенант міліції Ахмед Давдієв, командир загону дагестанських колаборантів, роблячи розвідку, потрапив у засідку бойовиків. У ході бою Давдієв знищив двох бойовиків, але сам був убитий. Після цього російські солдати та міліціонери розосередилися по селу і почали намагатися врозтіч втікти з оточення, проте всі вулиці села були щільно блоковані бойовиками.

## Убивство військовослужбовців бойовиками
За наказом Аміра Карпінського бойовики почали обшукувати село та прилеглу територію. Потрапивши під щільний вогонь, старший лейтенант Ташкін і ще чотири бійці заскочили в найближчу будівлю. За кілька секунд до цього загинув сержант міліції Абдулкасім Магомедов. Будова була оточена бойовиками, які відправили до бійців парламентаря із пропозицією здатися. Чеченці обіцяли зберегти життя, інакше ж погрожували всіх спалити. «Вирішуй, командире! Навіщо даремно вмирати? Нам ваші життя не потрібні — нагодуємо, обміняємо на своїх! Здавайтесь!». Після попереджувального пострілу з гранатомета солдати на чолі зі старшим лейтенантом Ташкіним змушені були вийти з будівлі та здатися.

Контужений механік-водій БМП Олексій Полагаєв, що сильно обгорів, вийшов до будинку А. Табієвої. Розповідає мешканка села Тухчар: 
«Він прийшов — тільки стрілянина стихла. Та як прийшов? Вийшла на подвір'я — дивлюся, стоїть, хитається, тримає пропалений ватнік. Весь у крові і обгорілий був сильний — волосся немає, вух немає, шкіра полопалася на обличчі. Груди, плече, рука - все посічене осколками. Я його скоріше до хати. Що ти тут робиш, росіянин? Тобі б до своїх треба. Та хіба ти й не дійдеш. Старшого свого Рамазана, йому 9 років, послала за лікарем… Одяг його весь у крові, обпалений. Ми з бабусею Атікат зрізали її, скоріше в мішок і викинули в яр. Обмили абияк. Лікар наш сільський Хасан прийшов, уламки повиймав, рани змазав. Укол ще зробив – димедрол, чи що? Той почав засинати від уколу. Я його з дітьми поклала до кімнати.»

Олексія Полагаєва бойовикам видали місцеві жителі. Атикат Табієва віддала окупанта бойовикам за першої ж нагоди. Полагаєва відвели в оточенні десятка ваххабітів у бік околиці села. Зі свідчень підсудного Тамерлана Хасаєва:
 
«Умар (Еділсултанов) наказав перевірити всі будівлі. Ми розосередилися і по двоє людей стали оминати вдома. Я був звичайним солдатом і виконував накази, тим більше нова серед них людина, мені не всі довіряли. А як я зрозумів, операція була заздалегідь підготовлена та чітко організована. Я по рації дізнався, що в сараї знайшли солдатів. Нам по рації передали наказ зібратися біля міліцейського посту за селом Тухчар. Коли всі зібралися, там уже були ці 6 солдатів».
За наказом Умара Карпінського полонених відвели на галявину поруч із блокпостом. Бранців спочатку протримали у зруйнованому КПП. Потім польовий командир наказав «стратити русаків». У бою за висоту 444,3 загін Еділсултанова ("Аміра" Карпінського) втратив чотирьох бойовиків, у кожного з убитих у загоні знайшлися родичі або друзі, на яких тепер «висів обов'язок крові». "Ви взяли нашу кров - ми візьмемо вашу!" - сказав Умар полоненим. Подальшу розправу детально зафіксував на камеру оператор бойовиків. До бетонного парапету полонених виводили поодинці. Четверо «кровників» по черзі перерізали горло російському офіцеру та трьом солдатам. Ще один вирвався, намагався тікати — «погатив» бойовик Тамерлан Хасаєв. Полоснувши жертву мечем, Хасаєв випростався над пораненим солдатом — від виду крові йому стало не по собі, і передав ніж іншому бойовику. Солдат, що спливав кров'ю, вирвався і побіг. Один із бойовиків став стріляти в повітря із пістолета. І тільки-но втікач, спіткнувшись, упав у яму, його нарешті добили з автомата. Шостого Умар Еділсултанов зарізав особисто.
Разом із старшим лейтенантом Ташкіним Василем Васильовичем (29.08.1974 — 05.09.1999) було вбито:
- Паранін Олексій Іванович (25.01.1980 - 05.09.1999)
- Ліпатов Олексій Анатолійович (14.06.1980 - 05.09.1999)
- Кауфман Володимир Єгорович (07.06.1980 - 05.09.1999)
- Ердеєв Борис Озінович (06.07.1980 - 05.09.1999)
- Полагаєв Олексій Сергійович (05.01.1980 - 05.09.1999)

Наступного ранку, 6 вересня, голова адміністрації села Магомед-Султан Гасанов отримав у бойовиків дозвіл нівичити тіла. На шкільній вантажівці трупи старшого лейтенанта Василя Ташкіна та рядових Володимира Кауфмана, Олексія Ліпатова, Бориса Ерднєєва, Олексія Полагаєва та Олексія Параніна були доставлені на Герзельський блокпост.
Іншим солдатам в/ч 3642 вдалося відсидітися у своїх укриттях у селі до відходу бойовиків.